# 関係会社
関係会社（かんけいがいしゃ）とは、会計用語であり、子会社と関連会社等を指す。

## 概要
関係会社とは、以下の4類型の会社を指す。
- 親会社
- 子会社
- 関連会社
- その他の関係会社 - 他の会社等の関連会社である場合における当該他の会社

すなわち、以下の対応関係、対となっている。
- 「親会社」と「子会社」が対 - A社がB社の「親会社」の場合、B社がA社の「子会社」
- 「関連会社」と「その他の関係会社」が対 - C社がD社の「その他の関係会社」の場合、D社がC社の「関連会社」

## 定義
財務諸表等の用語、様式及び作成方法に関する規則（昭和38年11月27日大蔵省令第59号、「財務諸表等規則」）第8条第8項において、以下の通り定義されている。
この規則において「関係会社」とは、財務諸表提出会社の親会社、子会社及び関連会社並びに財務諸表提出会社が他の会社等の関連会社である場合における当該他の会社等（第十七項第四号において「その他の関係会社」という。）をいう。